# Anthony J. Juraska
Anthony J. R. Juraska (ur. 7 maja 1924 w Chicago) – amerykański dyplomata i urzędnik konsularny.

## Życiorys
Absolwent St. Procopious High School w Chicago. Zajmował się sprzedażą węgla i produktów naftowych (1940-1943). Służył w Armii Amerykańskiej (1943-1946). W 1946 wstąpił do służby zagranicznej, przebywając na placówkach, m.in. w charakterze pracownika w Szanghaju (1946), Pekinie (1946), pracownika/wicekonsula w Changchun (1947), wicekonsula w Bangkoku (1947), Limerick (1948), wicekonsula/kier. urzędu w Gdańsku (1949-1950), i wicekonsula w Nogales (1950).